# Каприе (коммуна)
Каприе (итал. Caprie) — коммуна в Италии, располагается в регионе Пьемонт, в провинции Турин.
Население составляет 1882 человека (2008 г.), плотность населения составляет 118 чел./км². Занимает площадь 16 км². Почтовый индекс — 10040. Телефонный код — 011.
Покровительницей коммуны почитается Пресвятая Богородица, празднование 16 июля.

## Демография
Динамика населения:

## Администрация коммуны
- Официальный сайт: http://www.comune.caprie.to.it/